# Connie

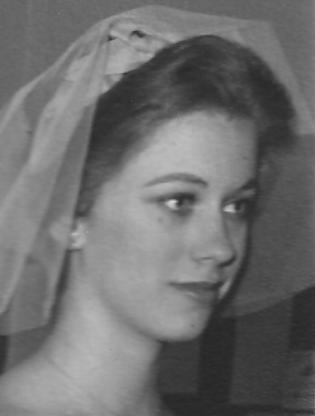
Connie Booth

Connie är en engelsk kortform av det latinska kvinnonamnet Konstantina. Namnet har använts i Sverige sedan 1876.
Den 31 december 2014 fanns det totalt 542 kvinnor folkbokförda i Sverige med namnet Connie, varav 311 bar det som tilltalsnamn.
Namnsdag: 21 maj

## Personer vid namn Connie
- Connie Booth, amerikansk skådespelerska
- Connie Dover, amerikansk folksångerska
- Connie Francis, amerikansk sångerska
- Connie Hedegaard, dansk politiker
- Connie Nielsen, dansk skådespelerska
- Connie Paraskevin, amerikansk tävlingscyklist
- Connie Sellecca, amerikansk skådespelerska
- Connie Smith, amerikansk countrysångerska
- Connie Willis, amerikansk författare